# Онашвили, Гиви Иванович
Гиви Иванович Онашвили (груз. გივი ივანეს ძე ონაშვილი 27 июля 1947, село Патардзеули, Кахетия, Грузинская ССР, СССР) — заслуженный мастер спорта СССР по дзюдо (1976), бронзовый призёр Олимпийских игр, бронзовый призёр чемпионата Европы, неоднократный победитель и призёр чемпионатов Европы по дзюдо, чемпион СССР по дзюдо, чемпион СССР по самбо.

## Биография
Родился в 1947 году в селе Патардзеули.
Первые значительные успехи в спорте к Гиви Онашвили пришли в 1969 году, когда он занял второе место на чемпионате Европы по дзюдо в личном первенстве и был третьим на чемпионате мира. На момент участия в чемпионате мира имел стаж занятий дзюдо два месяца. В 1970 году стал чемпионом Европы в команде и третьим на международном турнире в Линце. В 1971 году на чемпионате Европы остался третьим, в 1972 году завоевал серебро.
Выступая на Летних Олимпийских играх 1972 года в Мюнхене, боролся в категории свыше 93 килограммов. В его категории боролись 19 спортсменов, разделённые на две группы. Борец, победивший во всех схватках группы выходил в полуфинал, где встречался с борцом из другой группы, вышедшим в полуфинал по результатам «утешительных» схваток. В «утешительных» схватках встречались те борцы, которые проиграли победителю группы: так, проигравший борец «Б» в первой схватке борцу «А», во второй схватке (при условии, что борец «А» свою вторую схватку выиграл) боролся с проигравшим борцу «А», и если выигрывал, то продолжал участвовать в турнире до тех пор, пока борец «А» не проигрывал, и если борец «А» выходил в полуфинал, то борец «Б» также выходил в полуфинал. Таким образом, исключалась возможность того, что в первых схватках выбывали сильные борцы.
В 1/16 турнира Гиви Онашвили победил Мбагни Мбоди (Сенегал), прошёл без схватки 1/8, в 1/4 победил Мотоки Нисимура (Япония) и вышел в полуфинал, где проиграл удержанием сбоку с захватом ворота и рукава (кеса-гатаме) Клаусу Глану (ФРГ) и завоевал бронзовую медаль.
В дзюдо, после олимпийских игр в Мюнхене, Гиви Онашвили дважды, в 1974 и 1975 годах выигрывает чемпионаты Европы в личном первенстве, становится вторым в 1975 году, и также вторым был на двух международных турнирах в Гамбурге и Париже.